# 데빌 돌
데빌 돌(Devil Doll)은 이탈리아계 슬로베니아인으로 알려진 신비한 인물, 미스터 닥터가 결성한 엑스페리멘털 록 밴드이다. 이 밴드는 컬트적인 반향을 불러일으켰으며, 고딕 록, 클래식 음악및, 슬라브 민속 음악등의 영향을 받았다. 미스터 닥터의 슈프레히게장(독일어: Sprechgesang) 기법이 팀의 특징이다. 한국에서는 시완레코드의 설립자이자, 아트록 장르를 국내에 보급시킨 한 사람인 성시완이 인터뷰를 통해 계간지 〈프로그레시브 록〉에 장문의 인터뷰 기사를 게재하고 음반도 다량 입수하여 이탈리아를 제외한 타국중에서는 비교적 인지도가 높은 편이다.

## 디스코그라피
- The Mark of the Beast (1988) (단 하나의 판본만 존재함)
- The Girl Who Was... Death (1989)
- Eliogabalus (1990)
- Sacrilegium (1992)
- The Sacrilege of Fatal Arms (1993)
- Dies Irae (1996)